# ガーヴィ島

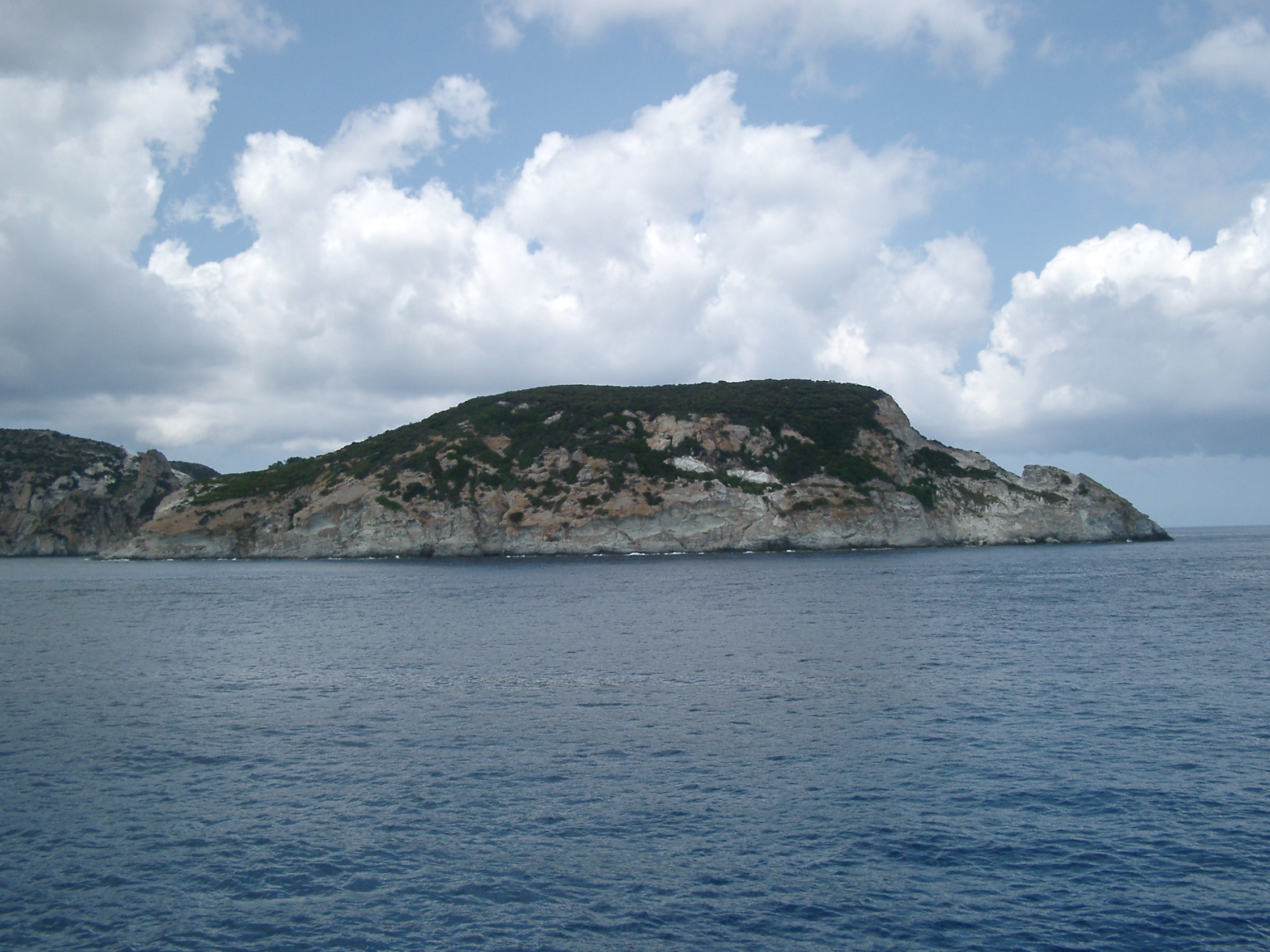
島の風景

ガーヴィ島（ガーヴィとう、Isola di Gavi）は、ポンツィアーネ諸島の小島で、ポンツァ島、ヴェントテーネ島、パルマローラ島、サント・ステーファノ島、ザンノーネ島と共に諸島を形成している。
ポンツァ島からわずか120mの場所に位置し、全長約700mである。
島には小さな家が一つあり数人が暮らしている。
彼らと共に島特有の動物、例えばこの島のみに住むガーヴィ・トカゲなどが住んでいる。
さらには、ネズミ、ウサギ、サソリなども居る。